# Dietwald Doblies

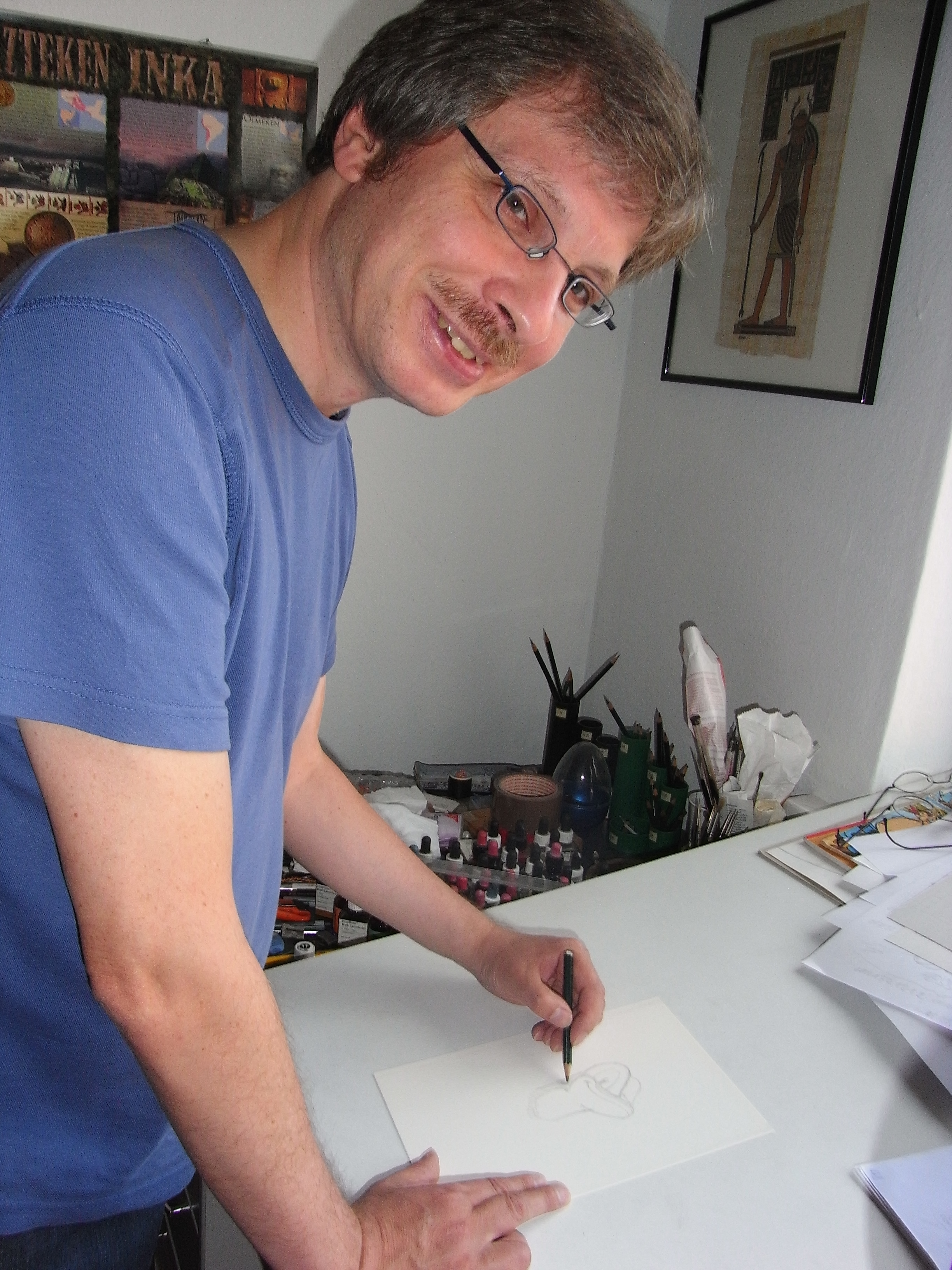
Dietwald Doblies (2010)

Dietwald Doblies (* 17. Mai 1962 in Barsbüttel; † 3. Mai 2021 in Hamburg) war ein deutscher Illustrator. Seit 1995 zeichnete er die Lurchi-Hefte für den Schuhhersteller Salamander.

## Leben
Dietwald Doblies hatte bereits als Jugendlicher den Wunsch, Comiczeichner zu werden. Das Zeichnen erlernte er autodidaktisch durch Abzeichnen von Comicfiguren. Vorbilder sind ihm vor allem die Disney-Zeichner und Albert Uderzo, der Schöpfer von Asterix, sowie von den alten Meistern Albrecht Dürer. Nach der Schule begann Doblies zunächst eine Tätigkeit als Werbegrafiker und arbeitete ab 1983 freiberuflich für eine Barsbüttler Werbeagentur. Nebenbei übernahm er gelegentlich kleinere Aufträge für Werbeillustrationen. 1986 zog er nach Hamburg. Ab 1990 wechselte er ganz in den Bereich der Illustration und schuf seitdem vor allem Zeichnungen im Comicstil für die Werbung. Für den Kaugummihersteller Wrigley zeichnete er die Comics mit dem Helden Dentiman, ein Männchen aus Kaugummi, das Kariesbakterien bekämpft.
Dietwald Doblies starb im Alter von 58 Jahren nach kurzer, schwerer COVID-19-Erkrankung in Hamburg.

## Arbeit an Lurchis Abenteuer 1995 bis 1999
Mit Lurchi, der Werbefigur für Kinderschuhe von Salamander, kam Doblies bereits in der Kindheit in Berührung, verlor die von Heinz Schubel gezeichnete Heftfolge aber aus den Augen, kurz bevor Schubel die Arbeit an Lurchi niederlegte. Als Doblies sehr viel später erneut auf Lurchi aufmerksam wurde, führten andere Zeichner die Serie fort und hatten den Stil stark gewandelt. 1992 entschloss sich Doblies zu einer Initiativbewerbung als Zeichner der Serie, ein Angebot, auf das Salamander aber erst drei Jahre später einging: 1995 schuf Doblies zusammen mit dem ebenfalls neu engagierten Texter Günther Bentele sein erstes Lurchiheft, die Folge 115, Lurchi und die Zaubersteine. Die Zusammenarbeit dauerte bis zur Folge 129 an.

## Neugestaltung der Lurchi-Figuren
Im Rahmen eines neuen Konzepts für die Heftserie beauftragte Salamander Doblies 2000 mit der Überarbeitung der Figuren Lurchi, Hopps, Mäusepiep, Piping, Igelmann und Unkerich. Doblies kleidete die Figuren zum Teil neu ein, zum Teil entwarf er sie ganz neu und entwickelte einen anderen Stil für die Serie (Bleistift- statt Pinselzeichnungen), der jedoch nach 7 Folgen zurückgenommen wurde. Die Hefte erschienen in einem anderen Format und ohne Reime, weshalb Doblies nun mit neuen Textern zusammenarbeitete (Bernhard Lassahn und Peter Mennigen). Bereits 2002 wurde das Konzept erneut verändert. Salamander kehrte zum alten Heftformat zurück. Geblieben sind die neu gestalteten Figuren. Seit der Folge 130 schrieb Doblies die weiterhin in Prosaform gehaltenen Texte zu Lurchis Abenteuern mit Ausnahme der 131. Folge selbst. Bis Februar 2021 gestaltete er 55 Hefte und (zusätzlich) sieben Lurchi-Abenteuer im Pixi-Format.